# متصورة ريخينوفية
المُتَصورة الرّيخينوفيَّة (الاسم العلمي: Plasmodium reichenowi) هي نوعٌ من جنس المتصورة، وهي تُصيب الفقاريات والحشرات كغيرها من أنواع المتصورة، وتُسبب الملاريا.